# Ameyugo
Ameyugo es un municipio y localidad española de la provincia de Burgos, en la comunidad autónoma de Castilla y León. Perteneciente a la comarca del Valle del Ebro, cuenta con una población de 107 habitantes (INE 2024).

## Geografía
Está integrado en la comarca del Valle del Ebro de la provincia de Burgos, situándose a 75 kilómetros de la capital provincial. El término municipal está atravesado por la carretera N-1 entre los pK 307 y 310 así como por la autopista A-1. Pertenece al partido judicial de Miranda de Ebro. 
El relieve del municipio queda definido por los montes Obarenes que dejan paso a la llanada fértil y ondulada de Miranda de Ebro. El río Oroncillo atraviesa los montes creando un valle angosto en el que se localiza el pueblo. Al noroeste se alzan dos elevaciones llamadas Los Oteros que alcanzan 772 y 779 metros de altitud. Al oeste del pueblo se eleva un pequeño páramo que llega a los 697 metros. Al sur del río y de la autopista continúan los montes Obarenes de oeste a este, llegando a un máximo de 931 metros de altitud. Finalmente, al noreste se abre la zona más llana y baja que tiene continuidad con la llanada de Miranda, con una altura media de 550 metros. El pueblo se alza a 550 metros sobre el nivel del mar.
| Noroeste: Encío                        | Norte: Santa Gadea del Cid | Noreste: Santa Gadea del Cid        |
| Oeste: Pancorbo                        |                            | Este: Bugedo                        |
| Suroeste: Pancorbo y Foncea (La Rioja) | Sur: Foncea (La Rioja)     | Sureste: Bugedo y Foncea (La Rioja) |

### Medio ambiente
Coto privado de caza BU-10.411 de los terrenos pertenecientes al término municipal de Ameyugo y Junta Vecinal de Encío, con una superficie de 1384,08 hectáreas.

## Historia
En 1554 Raimundo de Tasis, correo mayor del emperador Carlos V, proveía en Isabel de Villafañe la posta de Ameyugo y Miranda:

«...y en ella pudiera tener cabalos, cabalgaduras y bestias de guía en posta que hubiese menester para abiar los corresos y otras personas que por dicha villa de Ameyugo pasaren ...»

Villa en la Cuadrilla de Quintanilla de San García, una de las siete en que se dividía la Merindad de Bureba perteneciente al partido de Bureba. Jurisdicción de realengo con regidor pedáneo.
A la caída del Antiguo Régimen queda constituida en ayuntamiento constitucional del mismo nombre, en el partido de Miranda de Ebro en la región de Castilla la Vieja.
Así se describe a Ameyugo en el tomo II del Diccionario geográfico-estadístico-histórico de España y sus posesiones de Ultramar, obra impulsada por Pascual Madoz a mediados del siglo XIX:

Villa con ayuntamiento en la provincia, audiencia territorial, diócesis y capitanía general de Burgos (12 leguas), partido judicial de Miranda de Ebro (2); Situada en el camino real que conduce de Madrid a Francia, dominada de montañas por S y N, y con bastante ventilación por E y O; el clima es templado y las enfermedades más comunes reúmas, efecto de la mucha humedad. Se compone de 70 casas de regular construcción, entre ellas la consistorial, en la que se encuentran también la taberna, dos pesos y una escuela de primeras letras a la que concurren 30 niños de ambos sexos, y cuyo maestro está dotado con 50 fanegas de trigo anuales; hay dentro de la población una fuente con cuatro caños y muchos manantiales en el término de ricas y cristalinas aguas, de que se sirve el vecindario para sí y para sus ganados; una iglesia parroquial bajo la advocación de Nuestra Señora de la Antigua, servida por un cura párroco; y dos ermitas, la una dedicada a Santa Ana, se halla a la falda del monte dando vista a la carretera, y la otra con el título de San Juan, a la entrada del pueblo en el mismo camino real. Confina el término por N con Moriana y Ayuelas, por E con Bugedo, por S con Pancorbo y Encío, y por O con Foncea, todos a 1 legua de distancia; tiene un monte medianamente poblado entre esta villa y Foncea, y otro nuevo por la parte de Encío; ½ legua a la izquierda de la carretera para Miranda, hay casas en número de seis que llaman la granja de Cande-Pajares, las cuales pertenecieron al suprimido monasterio de Bugedo del orden Premostratense, y una pilastra entre esta misma villa y Pancorbo denominada la Cuba, en donde principia el camino real para Bilbao, atravesando en las ventas de Encío también a ½ legua el que dirige a Santander. El terreno es de regular calidad, y bastante productivo; lo baña el río Oroncillo que nace en Silanes a 2 ½ legua de distancia, pasa por Cubo y Pancorbo enriqueciéndose entre este último pueblo y la villa con unas fuentes que nacen en la carretera; tiene dos buenos puentes, uno a la entrada y otro a la salida de la población; caminos: el ya mencionado de Madrid a Francia, y un trozo de 3 leguas de otro para Santander, que se empezó hace 50 años, y no obstante ni aún las 3 leguas referidas están concluidas del todo; el correo se recibe por medio de valijero de la administración de Pancorbo los domingos, miércoles y viernes, saliendo los mismos días. Producciones: trigo blanco, alaga, cebada, centeno, comuña, avena, maíz, legumbres, lino, cáñamo, frutas, vino chacolí, patatas y nabos; cría ganado lanar mezclado de merino y churro, por ser esta la lana que más estimación tiene en el país; caza: perdices, codornices y alguna que otra liebre; pesca: ricas truchas, anguilas, barbos, y otra clase de pescado, que llaman logimas; Industria: cinco molinos harineros, tres de una sola piedra blanca, y los dos restantes con blanca y negra; con la primera muelen trigo solamente, y con la segunda cebada, maíz y legumbres; el comercio consiste en la extracción de algunas fanegas de granos al mercado de Miranda de Ebro. Población: 53 vecinos, 214 almas. Capital productivo: 1.643.400 reales; Imponible: 135.937; Contribución: 11.510 reales 30 maravedíes. El presupuesto municipal asciende a 11.500 reales y se cubre con el producto de la taberna, cargando 4 reales a la cántara de vino.
Diccionario geográfico-estadístico-histórico de España y sus posesiones de Ultramar

## Demografía
Ameyugo cuenta con una población de 107 habitantes (INE 2024).
| Gráfica de evolución demográfica de Ameyugo entre 1842 y 2021                                                         |
| |
| Población de derecho según los censos de población del INE. Población de hecho según los censos de población del INE. |

## Patrimonio
La iglesia de Santa María de la Antigua fue declarada Bien de Interés Cultural en la categoría de Monumento el 7 de noviembre de 1991.
El "Monumento al Pastor" aparece en el libro "Postcards from the boys", de Ringo Starr, como primera postal del libro, que recopila las enviadas al autor por el resto del grupo The Beatles a lo largo de los años.